# Championnats du monde d'athlétisme en salle 1997, résultats détaillés
Résultats détaillés des Championnats du monde d'athlétisme en salle 1997 de Paris.

## Épreuves au programme
| Courses : 60 m - 200 m - 400 m - 800 m - 1 500 m - 3 000 m Obstacles : 60 m haies Relais : Relais 4 × 400 m Sauts : Hauteur - Longueur - Triple saut - Perche Lancers: - Poids Epreuves combinées: Heptathlon/Pentathlon Légende |

## Résultats

### 60 m
| Rang | Pays     | Athlète              | Temps       |
| ---- | -------- | -------------------- | ----------- |
| 1    | Grèce    | Charalambos Papadias | 6 s 50 (NR) |
| 2    | Jamaïque | Michael Green        | 6 s 51      |
| 3    | Nigeria  | Davidson Ezinwa      | 6 s 52      |
| 4    | Jamaïque | Raymond Stewart      | 6 s 55      |
| 5    | Canada   | Bruny Surin          | 6 s 57      |
| 6    | Suède    | Patrik Lovgren       | 6 s 61      |

| Rang | Pays       | Athlète           | Temps  |
| ---- | ---------- | ----------------- | ------ |
| 1    | États-Unis | Gail Devers       | 7 s 06 |
| 2    | Bahamas    | Chandra Sturrup   | 7 s 15 |
| 3    | France     | Frédérique Bangué | 7 s 17 |
| 4    | Nigeria    | Chioma Ajunwa     | 7 s 19 |
| 5    | Nigeria    | Endurance Ojokolo | 7 s 38 |
| 6    | Russie     | Irina Privalova   | 7 s 88 |

### 200 m
| Rang | Pays              | Athlète          | Temps        |
| ---- | ----------------- | ---------------- | ------------ |
| 1    | États-Unis        | Kevin Little     | 20 s 40 (RC) |
| 2    | Cuba              | Iván García      | 20 s 46      |
| 3    | Nigeria           | Francis Obikwelu | 21 s 10      |
| 4    | Bermudes          | Troy Douglas     | 21 s 22      |
| 5    | États-Unis        | Rohsaan Griffin  | 21 s 27      |
| 6    | Trinité-et-Tobago | Ato Boldon       | ab.          |

| Rang | Pays       | Athlète              | Temps        |
| ---- | ---------- | -------------------- | ------------ |
| 1    | Grèce      | Ekaterini Koffa      | 22 s 76 (NR) |
| 2    | Jamaïque   | Juliet Cuthbert      | 22 s 77      |
| 3    | Russie     | Svetlana Goncharenko | 22 s 85      |
| 4    | Jamaïque   | Merlene Frazer       | 22 s 88      |
| 5    | Russie     | Yekaterina Leshchova | 23 s 81      |
| 6    | États-Unis | Carlette Guidry      | non-partant  |

### 400 m
| Rang | Pays        | Athlète          | Temps   |
| ---- | ----------- | ---------------- | ------- |
| 1    | Nigeria     | Sunday Bada      | 45 s 51 |
| 2    | Royaume-Uni | Jamie Baulch     | 45 s 62 |
| 3    | Japon       | Shunji Karube    | 45 s 76 |
| 4    | Pologne     | Robert Mackowiak | 45 s 94 |
| 5    | États-Unis  | Derek Mills      | 46 s 30 |
| 6    | Bahamas     | Troy McIntosh    | ab.     |

| Rang | Pays       | Athlète           | Temps   |
| ---- | ---------- | ----------------- | ------- |
| 1    | États-Unis | Jearl Miles-Clark | 50 s 96 |
| 2    | Jamaïque   | Sandie Richards   | 51 s 17 |
| 3    | Tchéquie   | Helena Fuchsova   | 52 s 04 |
| 4    | Roumanie   | Ionela Tirlea     | 52 s 22 |
| 5    | Nigeria    | Charity Opara     | 52 s 19 |
| 6    | Allemagne  | Grit Breuer       | 52 s 22 |

### 800 m
| Rang | Pays       | Athlète          | Temps              |
| ---- | ---------- | ---------------- | ------------------ |
| 1    | Danemark   | Wilson Kipketer  | 1 min 42 s 67 (WR) |
| 2    | Maroc      | Mahjoub Haïda    | 1 min 45 s 76 (NR) |
| 3    | États-Unis | Rich Kenah       | 1 min 46 s 16      |
| 4    | Allemagne  | Nico Motchebon   | 1 min 46 s 19      |
| 5    | Pays-Bas   | Marko Koers      | 1 min 46 s 43      |
| 6    | Lettonie   | Einars Tupuritis | 1 min 46 s 47      |

| Rang | Pays             | Athlète          | Temps              |
| ---- | ---------------- | ---------------- | ------------------ |
| 1    | Mozambique       | Maria Mutola     | 1 min 58 s 96      |
| 2    | Biélorussie      | Natalya Duchnova | 1 min 59 s 31 (NR) |
| 3    | États-Unis       | Joetta Clark     | 1 min 59 s 82      |
| 4    | Suriname         | Letitia Vriesde  | 1 min 59 s 84      |
| 5    | Nouvelle-Zélande | Toni Hodgkinson  | 2 min 00 s 36      |
| 6    | Russie           | Irina Biryukova  | 2 min 00 s 61      |

### 1 500 m
| Rang | Pays       | Athlète            | Temps              |
| ---- | ---------- | ------------------ | ------------------ |
| 1    | Maroc      | Hicham El Guerrouj | 3 min 35 s 31 (CR) |
| 2    | Allemagne  | Rüdiger Stenzel    | 3 min 37 s 24      |
| 3    | Kenya      | William Tanui      | 3 min 37 s 48      |
| 4    | Croatie    | Branko Zorko       | 3 min 39 s 25      |
| 5    | Espagne    | Andrés Díaz        | 3 min 39 s 73      |
| 6    | Tunisie    | Ali Hakimi         | 3 min 39 s 91      |
| 7    | États-Unis | Jason Pyrah        | 3 min 41 s 64      |
| 8    | Irlande    | Niall Bruton       | 3 min 42 s 65      |

| Rang | Pays       | Athlète                 | Temps              |
| ---- | ---------- | ----------------------- | ------------------ |
| 1    | Russie     | Yekaterina Podkopayeva  | 4 min 05 s 19      |
| 2    | France     | Patricia Djaté-Taillard | 4 min 06 s 16 (NR) |
| 3    | Pologne    | Lidia Chojecka          | 4 min 06 s 25 (NR) |
| 4    | Portugal   | Carla Sacramento        | 4 min 06 s 33      |
| 5    | Allemagne  | Sylvia Kühnemund        | 4 min 06 s 56      |
| 6    | Roumanie   | Catalina Gheorghiu      | 4 min 07 s 04      |
| 7    | Suède      | Malin Ewerlöf           | 4 min 09 s 72      |
| —    | États-Unis | Mary Slaney             | DSQ dopage         |

### 3 000 m
| Rang | Pays        | Athlète            | Temps              |
| ---- | ----------- | ------------------ | ------------------ |
| 1    | Éthiopie    | Haile Gebrselassie | 7 min 34 s 71 (CR) |
| 2    | Kenya       | Paul Bitok         | 7 min 38 s 84      |
| 3    | Maroc       | Ismaïl Sghyr       | 7 min 40 s 01      |
| 4    | Italie      | Gennaro di Napoli  | 7 min 41 s 05      |
| 5    | Kenya       | Moses Kiptanui     | 7 min 41 s 87      |
| 6    | Royaume-Uni | John Mayock        | 7 min 44 s 31      |
| 7    | Éthiopie    | Fita Bayisa        | 7 min 49 s 47      |
| 8    | Maroc       | El Hassan Lahssini | 7 min 50 s 54      |

| Rang | Pays     | Athlète           | Temps              |
| ---- | -------- | ----------------- | ------------------ |
| 1    | Roumanie | Gabriela Szabo    | 8 min 45 s 75      |
| 2    | Irlande  | Sonia O'Sullivan  | 8 min 46 s 19 (NR) |
| 3    | Portugal | Fernanda Ribeiro  | 8 min 49 s 79      |
| 4    | Portugal | Marina Bastos     | 8 min 52 s 64      |
| 5    | Espagne  | Marta Dominguez   | 8 min 52 s 74      |
| 6    | Russie   | Olga Yegorova     | 8 min 52 s 99      |
| 7    | France   | Farida Fates      | 8 min 54 s 98      |
| 8    | France   | Laurence Duquenoy | 9 min 00 s 27      |

### 60 m haies
| Rang | Pays        | Athlète          | Temps       |
| ---- | ----------- | ---------------- | ----------- |
| 1    | Cuba        | Anier Garcia     | 7 s 48 (NR) |
| 2    | Royaume-Uni | Colin Jackson    | 7 s 49      |
| 3    | États-Unis  | Tony Dees        | 7 s 50      |
| 4    | États-Unis  | Duane Ross       | 7 s 54      |
| 5    | Slovaquie   | Igor Kovac       | 7 s 59      |
| 6    | Belgique    | Jonathan N'Senga | 7 s 71      |

| Rang | Pays       | Athlète          | Temps        |
| ---- | ---------- | ---------------- | ------------ |
| 1    | Jamaïque   | Michelle Freeman | 7 s 82 (=CR) |
| 2    | Jamaïque   | Gillian Russell  | 7 s 84       |
| 3    | États-Unis | Cheryl Dickey    | 7 s 84       |
| 3    | France     | Patricia Girard  | 7 s 84       |
| 5    | États-Unis | Melissa Morrison | 7 s 88       |
| 6    | Canada     | Keturah Anderson | 8 s 02       |

### 4 × 400 m relais
| Rang | Pays       | Athlètes                                                           | Temps         |
| ---- | ---------- | ------------------------------------------------------------------ | ------------- |
| 1    | États-Unis | Jason Rouser Mark Everett Sean Maye Deon Minor                     | 3 min 04 s 93 |
| 2    | Jamaïque   | Linval Laird Michael McDonald Dinsdale Morgan Gregory Haughton     | 3 min 08 s 11 |
| 3    | France     | Pierre-Marie Hilaire Rodrigue Nordin Loic Lerouge Fred Mango       | 3 min 09 s 68 |
| 4    | Russie     | Dmitriy Bey Ruslan Mashchenko Dmitriy Kosov Dmitriy Golovastov     | 3 min 09 s 75 |
| 5    | Autriche   | Martin Lachkovics Rafik Elouardi Andreas Rechbauer Thomas Griesser | 3 min 11 s 47 |
| 6    | Japon      | Shunji Karube Dai Tamesue Shigekazu Omori Masayoshi Kan            | 3 min 20 s 18 |

| Rang | Pays        | Athlètes                                                                  | Temps              |
| ---- | ----------- | ------------------------------------------------------------------------- | ------------------ |
| 1    | Russie      | Tatyana Chebykina Svetlana Goncharenko Olga Kotlyarova Tatyana Alekseyeva | 3 min 26 s 84 (RM) |
| 2    | États-Unis  | Shanelle Porter Natasha Kaiser-Brown Anita Howard Jearl Miles-Clark       | 3 min 27 s 66      |
| 3    | Allemagne   | Anja Rücker Anke Feller Heike Meißner Grit Breuer                         | 3 min 28 s 39      |
| 4    | Tchéquie    | Nadeshda Kostovalova Ludmila Formanova Helena Fuchsova Hana Benešová      | 3 min 28 s 47      |
| 5    | Ukraine     | Tatyana Movchan Aelita Yurchenko Galina Misiryuk Olga Moroz               | 3 min 30 s 43      |
| 6    | Royaume-Uni | Phylis Smith Sally Gunnell Michelle Thomas Donna Fraser                   | 3 min 32 s 25      |

### Saut en longueur
| Rang | Pays       | Athlète          | Longueur     |
| ---- | ---------- | ---------------- | ------------ |
| 1    | Cuba       | Iván Pedroso     | 8,51 m (=CR) |
| 2    | Russie     | Kirill Sosunov   | 8,41 m       |
| 3    | États-Unis | Joe Greene       | 8,41 m       |
| 4    | États-Unis | Erick Walder     | 8,24 m       |
| 5    | Jamaïque   | James Beckford   | 8,17 m       |
| 6    | Russie     | Yevgeniy Tretyak | 8,12 m       |
| 7    | Slovénie   | Gregor Cankar    | 8,02 m       |
| 8    | Grèce      | Spyros Vasdekis  | 7,99 m       |

| Rang | Pays        | Athlète             | Longueur    |
| ---- | ----------- | ------------------- | ----------- |
| 1    | Italie      | Fiona May           | 6,86 m (NR) |
| 2    | Nigeria     | Chioma Ajunwa       | 6,80 m      |
| 3    | Pologne     | Agata Karczmarek    | 6,71 m      |
| 4    | Royaume-Uni | Jo Wise             | 6,70 m      |
| 5    | Grèce       | Niki Xanthou        | 6,69 m      |
| 6    | Russie      | Nina Perevedentseva | 6,65 m      |
| 7    | Allemagne   | Heike Drechsler     | 6,63 m      |
| 8    | Ukraine     | Olena Chlopotnova   | 6,59 m      |

### Saut en hauteur
| Rang | Pays        | Athlète             | Hauteur |
| ---- | ----------- | ------------------- | ------- |
| 1    | États-Unis  | Charles Austin      | 2,35 m  |
| 2    | Grèce       | Lambros Papakostas  | 2,32 m  |
| 3    | Yougoslavie | Dragutin Topic      | 2,32 m  |
| 4    | Canada      | Charles Le Francois | 2,29 m  |
| 5    | Allemagne   | Wolfgang Kreißig    | 2,29 m  |
| 6    | Pologne     | Jaroslaw Kotewicz   | 2,25 m  |
| 6    | Royaume-Uni | Steve Smith         | 2,25 m  |
| 8    | Norvège     | Steinar Hoen        | 2,25 m  |

| Rang | Pays      | Athlète            | Hauteur     |
| ---- | --------- | ------------------ | ----------- |
| 1    | Bulgarie  | Stefka Kostadinova | 2,02 m      |
| 2    | Ukraine   | Inga Babakova      | 2,00 m (NR) |
| 3    | Norvège   | Hanne Haugland     | 2,00 m (NR) |
| 4    | Allemagne | Alina Astafei      | 1,95 m      |
| 5    | Cuba      | Ioamnet Quintero   | 1,95 m      |
| 6    | Lituanie  | Nele Zilinskiene   | 1,95 m      |
| 7    | Russie    | Victoriya Fedorova | 1,95 m      |
| 8    | Suède     | Kajsa Bergqvist    | 1,95 m      |

### Triple saut
| Rang | Pays      | Athlète                | Longueur |
| ---- | --------- | ---------------------- | -------- |
| 1    | Cuba      | Yoel Garcia            | 17,30 m  |
| 2    | Cuba      | Aliecer Urrutia        | 17,27 m  |
| 3    | Russie    | Aleksandr Aseledchenko | 17,22 m  |
| 4    | Allemagne | Charles Friedek        | 17,16 m  |
| 5    | Australie | Andrew Murphy          | 16,96 m  |
| 6    | Israël    | Rogel Nachum           | 16,81 m  |
| 7    | Norvège   | Sigurd Njerve          | 16,81 m  |
| 8    | Hongrie   | Tibor Ordina           | 16,65 m  |

| Rang | Pays        | Athlète          | Longueur     |
| ---- | ----------- | ---------------- | ------------ |
| 1    | Russie      | Inna Lasovskaya  | 15,01 m      |
| 2    | Royaume-Uni | Ashia Hansen     | 14,70 m (NR) |
| 3    | Tchéquie    | Sarka Kasparkova | 14,66 m (NR) |
| 4    | Roumanie    | Rodica Mateescu  | 14,65 m      |
| 5    | Allemagne   | Petra Lobinger   | 14,36 m      |
| 6    | Cuba        | Yamile Aldama    | 14,28 m      |
| 7    | Ukraine     | Olena Hovorova   | 14,13 m      |
| 8    | Bulgarie    | Teresa Marinova  | 14,00 m      |

### Saut à la perche
| Rang | Pays           | Athlète          | Hauteur |
| ---- | -------------- | ---------------- | ------- |
| 1    | Kazakhstan     | Igor Potapovich  | 5,90 m  |
| 2    | États-Unis     | Lawrence Johnson | 5,85 m  |
| 3    | Russie         | Maksim Tarasov   | 5,80 m  |
| 4    | Afrique du Sud | Riaan Botha      | 5,75 m  |
| 5    | Allemagne      | Tim Lobinger     | 5,75 m  |
| 6    | Afrique du Sud | Okkert Brits     | 5,65 m  |
| 7    | Norvège        | Trond Barthel    | 5,65 m  |
| 8    | Espagne        | Javier García    | 5,55 m  |

| Rang | Pays       | Athlète           | Hauteur     |
| ---- | ---------- | ----------------- | ----------- |
| 1    | États-Unis | Stacy Dragila     | 4,40 m (RM) |
| 2    | Australie  | Emma George       | 4,35 m      |
| 3    | Chine      | Cai Weiyan        | 4,35 m      |
| 4    | Chine      | Sun Caiyun        | 4,20 m      |
| 5    | Tchéquie   | Daniela Bartova   | 4,20 m      |
| 6    | Russie     | Svetlana Abramova | 4,10 m      |
| 7    | Hongrie    | Eszter Szemeredi  | 4,10 m      |
| 8    | Islande    | Vala Flosadottir  | 4,00 m      |

### Lancer du poids
| Rang | Pays       | Athlète           | Distance |
| ---- | ---------- | ----------------- | -------- |
| 1    | Ukraine    | Yuriy Bilonog     | 21,02 m  |
| 2    | Ukraine    | Aleksandr Bagach  | 20,94 m  |
| 3    | États-Unis | John Godina       | 20,87 m  |
| 4    | Allemagne  | Oliver-Sven Buder | 20,70 m  |
| 5    | Espagne    | Manuel Martínez   | 20,37 m  |
| 6    | Finlande   | Mika Halvari      | 20,22 m  |
| 7    | Italie     | Corrado Fantani   | 20,02 m  |
| 8    | Finlande   | Arsi Harju        | 20,00 m  |

| Rang | Pays       | Athlète            | Distance |
| ---- | ---------- | ------------------ | -------- |
| 1    | Ukraine    | Viktoriya Pavlych  | 20,00 m  |
| 2    | Allemagne  | Astrid Kumbernuss  | 19,92 m  |
| 3    | Russie     | Irina Korzhanenko  | 19,49 m  |
| 4    | Allemagne  | Stephanie Storp    | 18,80 m  |
| 5    | Chine      | Huang Zhihong      | 18,67 m  |
| 6    | États-Unis | Connie Price-Smith | 18,38 m  |
| 7    | Italie     | Mara Rosolen       | 18,37 m  |
| 8    | Chine      | Zhang Liuhong      | 18,29 m  |

### Heptathlon/Pentathlon
| Rang | Pays       | Athlète             | Points         |
| ---- | ---------- | ------------------- | -------------- |
| 1    | Tchéquie   | Robert Zmelik       | 6 228 pts      |
| 2    | Estonie    | Erki Nool           | 6 213 pts      |
| 3    | Islande    | Jón Arnar Magnússon | 6 145 pts (NR) |
| 4    | États-Unis | Chris Huffins       | 6 128 pts      |
| 5    | France     | Christian Plaziat   | 6 106 pts      |
| 6    | États-Unis | Steve Fritz         | 6 008 pts      |
| 7    | France     | Sébastien Levicq    | 5 865 pts      |
| 8    | Tchéquie   | Tomáš Dvořák        | ab.            |

| Rang | Pays         | Athlète            | Points         |
| ---- | ------------ | ------------------ | -------------- |
| 1    | Allemagne    | Sabine Braun       | 4 780 pts      |
| 2    | Allemagne    | Mona Steigauf      | 4 681 pts      |
| 3    | États-Unis   | Kym Carter         | 4 627 pts      |
| 4    | Pologne      | Urszula Wlodarczyk | 4 613 pts      |
| 5    | Russie       | Tatyana Gordeyeva  | 4 575 pts      |
| 6    | Sierra Leone | Eunice Barber      | 4 558 pts (AR) |
| 7    | États-Unis   | Le Shundra Nathan  | 4 513 pts      |
| 8    | France       | Marie Collonvillé  | 4 225 pts      |

## Légende
- RE : Record d'Europe
- WR : Record du monde
- : Record des Championnats
- : Record national
- disq. : disqualification
- ab. : abandon